# Kratki ispružač prstiju
Kratki ispružač prstiju (lat. musculus extensor digitorum brevis) mišić je stražnje strane stopala. Mišić inervira lat. nervus peroneus profundus. 

## Polazište i hvatište
Mišić polazi s petne kosti i stražnjom stranom stopala ide prema distalno i dijeli se u četiri snopa. Prvi stop se hvata za proksimalni članak palca (prvi snop ponekad je odvojen i naziva se kratki ispružač palca, lat. musculus extensor hallucis brevis). Ostala tri snopa hvataju se za tetive dugog ispružača prstiju (u području proksimalnog članka 2., 3. i 4. prsta) i s njima se hvataju za srednji i distalni članak 2., 3. i 4. prsta.